# Sockel 1248
Der Sockel 1248 (auch als LGA1248 bezeichnet) ist ein Prozessorsockel für Intel-Server-Prozessoren der Intel Itanium 2 9300 bis zur 9700-Serie. Er ersetzt den von den Itanium-Prozessoren der 9100-Serie verwendeten Sockel PAC611 (auch als PPGA661 bekannt) und ergänzt Intel QuickPath Interconnect Kommunikation.